# Sucumbíos
Sucumbíos – jedna z 24 prowincji w Ekwadorze. Sucumbíos położona jest w północno-wschodniej części państwa, graniczy od północy z państwem Kolumbia, od południa z prowincjami Orellana i Napo oraz od zachodu z prowincjami Pichincha, Imbabura i Carchi.
Prowincja podzielona jest na 7 kantonów:
1. Cascales
2. Cuyabeno
3. Gonzalo Pizarro
4. Lago Agrio
5. Putumayo
6. Shushufindi
7. Sucumbíos